# Симон (митрополит Московский)
Митрополи́т Си́мон (в миру Софро́ний Чиж; ум. 30 апреля 1511, Москва) — митрополит Московский и всея Руси с 22 сентября 1495 года по 30 апреля 1511 года. Имя митрополита Симона включено в состав Собора Московских святых в лике святителей.

## Биография
С 1490 года, был игуменом Троице-Сергиева монастыря.
Возведён на Московскую кафедру 22 сентября 1495 года, после смещения митрополита Зосимы, по воле великого князя, собором русских епископов.

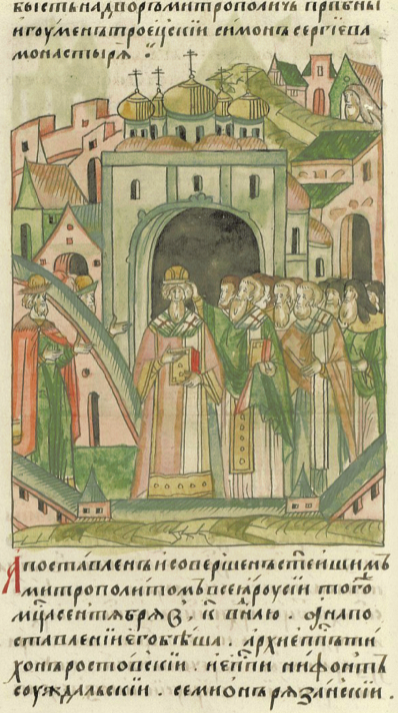
Посвящение Симона в митрополиты московские

Во время его первосвятительства под его председательством неоднократно созывались Соборы для решения вопросов церковной жизни. Собор 1503 года занимался вопросами дисциплинарного характера. Были рассмотрены вопросы о ставленнических пошлинах и «о вдовых попах». Вместе с другими иерархами выступил против планов великого князя Ивана III секуляризации церковных земель. На Соборе в ноябре 1504 года была окончательно осуждена ересь жидовствующих. На Соборе в июле 1509 года по распре с преподобным Иосифом Волоколамским был осуждён, уволен от управления епархией и сослан в Андроников монастырь архиепископ Великоновгородский Серапион, имевший, видимо, лично неприязненные отношения с митрополитом.
В 1505 году венчал Василия Ивановича и Соломонию Сабурову.
30 апреля 1511 года оставил митрополию.
Скончался 28 января 1512 года; был погребён в Чудовом монастыре. Мощи его находятся в Московском Успенском соборе.
Остались два его учительных послания в Пермь, написанные 22 августа 1501 года, в которых он обращается к духовенству, ко всем православным христианам и новокрещённым.